# Nikolaj Maksimovič Minskij
Nikolaj Maksimovič Minskij (in russo Николай Максимович Минский?), pseudonimo di Nikolaj Maksimovič Vilenkin (Никола́й Макси́мович Виле́нкин) (Glubokoe, 27 gennaio 1855 – Parigi, 2 luglio 1937) è stato un poeta e filosofo russo.

## Biografia
Nikolaj Maksimovič Minskij, ebreo di origine, nacque a Hlybokae, in Bielorussia il 27 gennaio 1855.
Si avvicinò alla letteratura scrivendo, inizialmente, versi intrisi di ideali sociali, in aderenza a quelli in auge ai tempi di Alessandro III di Russia, come l'Inno dei lavoratori.
Dopo questo periodo di esordio poetico si unì al movimento modernista, decadente, ruotante attorno alla rivista Il messaggero nordico (Severnyj vestnik).
Questo cambiamento avvenuto nello scrittore, che dall'espressione degli «alti ideali sociali» degli esordi passò alla celebrazione dell'«uomo temerariamente audace», tendente alla bellezza, non aveva avuto in passato precedenti nella letteratura russa, e proprio per questo è considerato uno tra i primissimi decadenti, caratterizzato da un lirismo a metà strada tra una tensione filosofica  e una grande inclinazione estetizzante.
Minskij utilizzò la poesia per i suoi approfondimenti e indagini intellettuali, intrisi, in un primo tempo, di una fusione di elementi nietzscheani, di mistica orientale, di pensieri populistici, e in un secondo tempo di una saldatura tra le idee del proletariato e la vecchia intelligencija russa,  con i quali creò un suo sistema filosofico-religioso, da lui denominato "Meonismo", da lui indicato come la «religione del futuro, la religione del sacrificio disinteressato senza preghiere umane e miracoli divini», e definito invece da Vladimir Solov'ev l'«abracadabra della filosofia».
Questo suo innovativo modello filosofico-religioso si concretizzò con la trilogia drammatica Lo spettro ferreo (Zeleznyj prizrak), La piccola tentazione (Malyj soblazn), Chaos, scritta tra il 1909 e il 1912..
Nel 1925 sposò la critica letteraria Zinaida Vengerova. Per un certo tempo fu bolscevico, e dopo la rivoluzione del 1905 redattore della rivista comunista Novaja Žizn': però dopo il 1917 fu esule a Parigi, anche se si dichiarò sempre un seguace del socialismo.
La poesia di Minskij è intrisa di immagini dantesche, difatti come dedica al ciclo dell'Amare le canzoni (Pesni ljubvi, 1907), scrisse un verso del Purgatorio. La sua Raccolta completa di poesie (Polnoe sobranie stichotvoreni, 1907) fu pubblicata nel 1907.
Minskij, oltre alle poesie, ai drammi, ai trattati programmatici, come Alla luce della coscienza (Pri svete sovesti, 1890) e La religione dell'avvenire (Religim budušoago, 1905), ai saggi critici, tra i quali scrisse un saggio riguardante Dante, intitolato Da Dante a Blok (Ot Dante k Bloku, 1921), per speculare sul problema dell'io. Minskij giunse alla originale definizione di Dante come precursore di Nietzsche, interpretazione che divenne emblematica per una generazione intera della cultura russa.
Nikolaj Maksimovič Minskij morì in esilio a Parigi il 2 luglio 1937.

## Opere

### Poesie
- Amare le canzoni (Pesni ljubvi, 1907) ;
- Raccolta completa di poesie (Polnoe sobranie stichotvoreni, 1907;
- Dalla tenebra alla luce (Iz mraka k svetu, 1922).

### Teatro
- Lo spettro ferreo (Zeleznyj prizrak, 1909);
- La piccola tentazione (Malyj soblazn, 1911);
- Chaos (1912).

### Saggi
- Alla luce della coscienza (Pri svete sovesti, 1890);
- La religione dell'avvenire (Religim budušoago, 1905);
- Da Dante a Blok (Ot Dante k Bloku, 1921).